# Mikael Agricola
Mikael Agricola (født ca. 1508, død 9. april 1557) var en luthersk biskop, Finlands reformator, fiskersøn fra Pernå Sogn i østre Nyland.

## Studier i Wittenberg
I 20-årsalderen blev han grebet af de reformatoriske tanker, og det var sandsynligvis 1535, at han på Finlands første evangeliske biskop, Mårten Skytte's bekostning rejste til Wittenberg. Her blev han magister, og 1539 rejste han hjem, anbefalet af Martin Luther til kongen som en ved kundskaber, forstand og sæder udmærket ung mand, der kunne være til såre megen nytte.

## Oversættelser af bibelske tekster
Han blev straks rektor i Åbo, hvilken stilling han beklædte i 9 år med stor hæder. I den tid udgav han på finsk en ABC, en katekismus og en bønnebog forsynet med et kalendarium, vers, oversatte stykker af Bibelen og af kirkefædrene og så videre, men først og fremmest oversatte han Det Nye Testamente, der udkom 1548, Salmerne og nogle af profeterne (1551-1552), hvorved han ikke alene gav den finske reformation grund at stå på, men skabte selve det finske skriftsprog. I fortalen til oversættelsen af Salmerne forekommer et digt om de gamle finners afguder, hvilket indeholder adskillige interessante oplysninger, der ikke kendes andre steder fra.
I 1548 blev han medhjælper for den gamle biskop Skytte, og efter dennes død i 1550 styrede han stiftet som vikar, indtil han 1554 blev biskop i Åbo.

## Udsending til Moskva
Kong Gustaf satte megen pris på ham og valgte ham til medlem af en sendefærd til Moskva; på hjemrejsen her fra døde han. Han blev begravet i Vyborg Domkirke.